# Сан Пјетро Спекијарика (Таранто)
Сан Пјетро Спекијарика (итал. San Pietro Specchiarica) је насеље у Италији у округу Таранто, региону Апулија.
Према процени из 2011. у насељу је живело 744 становника. Насеље се налази на надморској висини од 12 м.